# Autriche au Concours Eurovision de la chanson 1965
L'Autriche a participé au Concours Eurovision de la chanson 1965 le 20 mars à Naples, en Italie. C'est la 9e participation de l'Autriche au Concours Eurovision de la chanson.
Le pays est représenté par le chanteur Udo Jürgens et la chanson Sag ihr, ich laß sie grüßen, sélectionnés en interne par l'ORF.

## Sélection interne
Le radiodiffuseur autrichien, Österreichischer Rundfunk (ORF), choisit en interne l'artiste et la chanson représentant l'Autriche au Concours Eurovision de la chanson 1965.
Lors de cette sélection, c'est la chanson Sag ihr, ich laß sie grüßen, écrite, composée et interprétée par Udo Jürgens, qui fut choisie avec Gianni Ferrio comme chef d'orchestre. C'est la deuxième des trois participations consécutives d'Udo Jürgens pour l'Autriche à l'Eurovision.
| Ordre | Artiste     | Chanson                     | Langue   |
| ----- | ----------- | --------------------------- | -------- |
| 1     | Udo Jürgens | Sag ihr, ich laß sie grüßen | Allemand |

## À l'Eurovision
Chaque jury national attribue un, trois ou cinq points à ses trois chansons préférées.

### Points attribués par l'Autriche
| 5 points | Luxembourg |
| 3 points | Suisse     |
| 1 point  | Norvège    |

### Points attribués à l'Autriche
| 5 points             | 3 points               | 1 point |
| -------------------- | ---------------------- | ------- |
| - Irlande - Portugal | - Italie - Royaume-Uni |         |

Udo Jürgens interprète Sag ihr, ich laß sie grüßen en 6e position lors de la soirée du concours, suivant l'Espagne et précédant la Norvège.
Au terme du vote final, l'Autriche termine à la 4e place sur les 18 pays participants, ayant reçu 16 points au total de la part de quatre pays différents,.